# Zwitserse Alpenclub
De Zwitserse Alpenclub (Duits: Schweizer Alpen-Club; Frans: Club Alpin Suisse; Italiaans: Club Alpino Svizzero; Reto-Romaans: Club Alpin Svizzer) is een Zwitserse alpinismevereniging die werd opgericht op 19 april 1863. De vereniging zet zich in voor het uitoefenen van bergsporten op een verantwoorde wijze, alsook voor en brede toegang van de Zwitserse Alpen voor het publiek. De vereniging beheert 152 berghutten en 86 hulpposten en telt ongeveer 3.000 redders-vrijwilligers. In 2016 telde de vereniging 110 afdelingen en ongeveer 150.000 leden.
De Zwitserse Alpenclub is onder meer lid van de Union Internationale des Associations d'Alpinisme en de International Federation of Sport Climbing.